# Sergokala
Sergokala (in russo Сергокала?; in lingua dargwa: Сергокъала) è un villaggio della Russia situato nel Daghestan. Appartiene al rajon Sergokalinskij di cui è il centro amministrativo.
Il villaggio si trova 65 km a sud di Machačkala e 28 km a sud-ovest di Izberbaš.